# Jean et Joël Martel
Pour les articles homonymes, voir Joël Martel (musicien) et Martel.
Jean et Joël Martel, nés le 5 mars 1896 à Nantes et morts respectivement le 16 mars 1966 et le 28 septembre 1966 dans le 16e arrondissement de Paris,, sont des sculpteurs et décorateurs français.
Artistes parisiens, ces frères jumeaux ont passé de longs moments en Vendée, dans leur propriété du Mollin (entre Challans et La Garnache), ou bien à Saint-Jean-de-Monts, ville dans laquelle on peut voir leur dernière œuvre monumentale : Les Oiseaux de mer.

## Biographie
Les œuvres de Jean et Joël Martel sont des sculptures, des monuments ou des fontaines d'inspiration Art déco ou cubiste. Ils ont réalisé des aménagements intérieurs dans des villas dans les années 1920. Ils partageaient le même atelier et leurs travaux au point de signer leurs compositions seulement par « Martel ». Les frères Martel participèrent à Paris à des expositions au Salon des indépendants, au Salon d'automne, au Salon des Tuileries et à l'Exposition des arts décoratifs de 1925, où ils présentent, en collaboration avec Robert Mallet-Stevens, des arbres cubistes en ciment armé qui défraieront la chronique. Dans la villa Noailles, que l'architecte réalise à Hyères en 1923-1928, ils exécutent également un bas-relief sur la colonne centrale du hall et un miroir polyédrique.

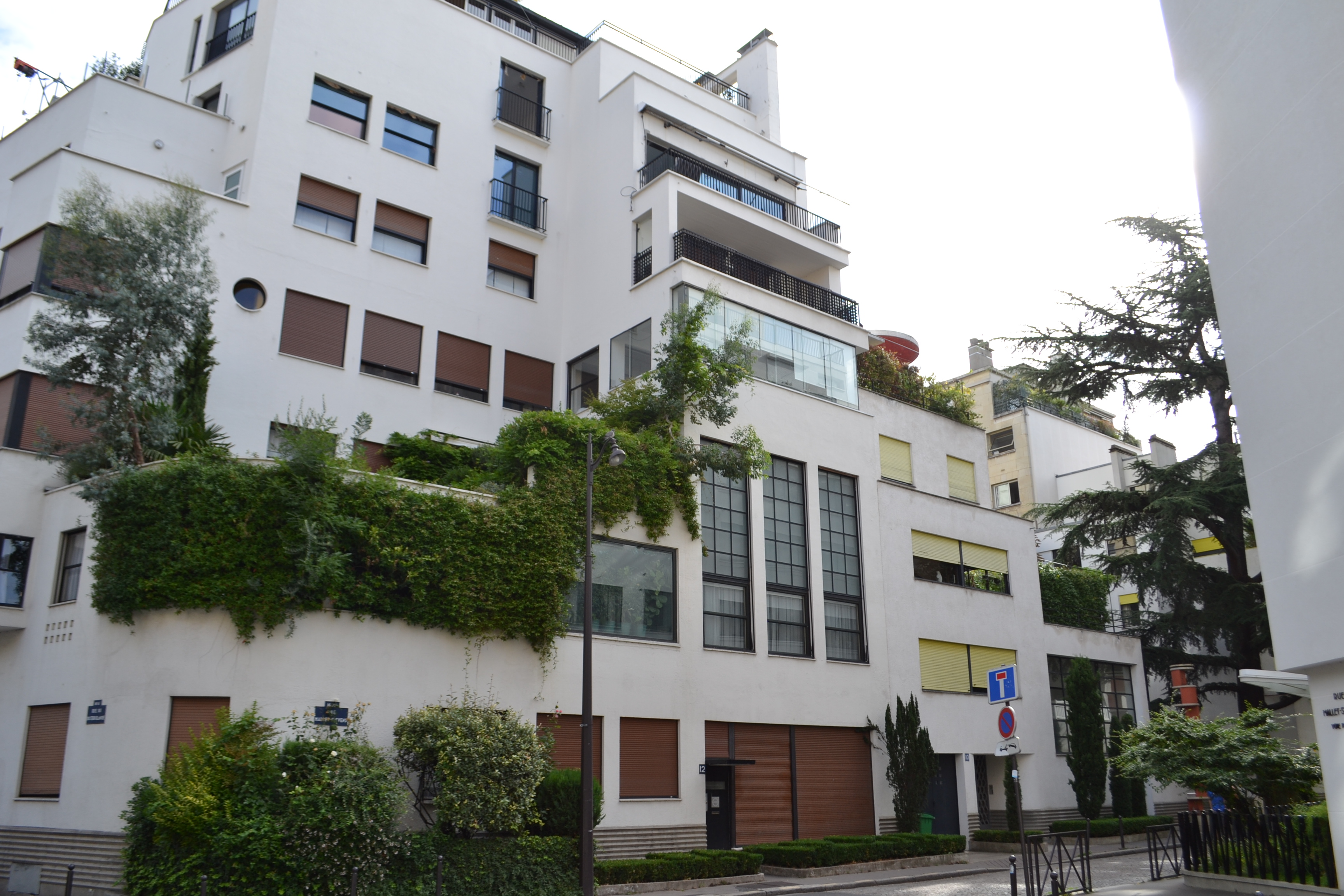
Immeuble du 10, rue Mallet-Stevens à Paris.

En 1926-1927, Mallet-Stevens construit un hôtel particulier pour les deux frères au 10, rue Mallet-Stevens dans le 16e arrondissement de Paris, dont la porte d'entrée principale est conçue par Jean Prouvé. Il est ensuite aménagé par Francis Jourdain, qui réalise en 1928 des meubles coulissants pouvant être déplacés sur deux tringles parallèles fixées au mur, par Gabriel Guevrekian, qui dessine une grande chambre à coucher-studio, puis en 1929-1930 par Charlotte Perriand qui exécute un studio-bar à portes également coulissantes. Cette maison-atelier qui contient plusieurs de leurs œuvres est classée au titre des monuments historiques depuis le 11 décembre 1990.
En 1932, ils réalisent le Monument à Claude Debussy ornant le jardin Claude-Debussy dans le 16e arrondissement de Paris. 
En 1958, l'architecte en chef des monuments historiques Renard leur passe commande d'un épi de faîtage à réaliser pour le chœur de la cathédrale Saint-Étienne de Metz. Ce sera l'Ange sonnant la trompette. Ils travaillent alors avec Antanas Mončys, artiste sculpteur d'origine lituanienne. 
L'artiste peintre Josette Briau (1906-1998) est l'épouse de Jean Martel.
Les jumeaux sont morts en 1966 à six mois d'intervalle, Joël victime de la maladie de Charcot (sclérose latérale amyotrophique), Jean des suites d'un accident de la route, dans la voiture de son ami Jean Bossu. Ils sont inhumés au cimetière municipal de Bois-de-Céné (Vendée).

## Œuvres

### Sculpture
- La Famille et Le Travail[10],[11] 1922, bas-reliefs du monument aux morts de la société du familistère de Guise.
- La Danse, 1927, Lap à feuilles d'or froissé, en collaboration avec Spéranza Calo-Séailles.[réf. nécessaire]
- Locomotive en marche, 1931, aluminium monté sur bois, collection Laurent Négro[réf. nécessaire].
- Bas-reliefs de la chapelle du paquebot Normandie, 1935, Lap d'or fin, avec l'architecte Pierre Patout.
- Hommage à Charles Milcendeau, 1947, mur bas-relief dans le jardin de l'ancienne mairie à Challans.
- Cuve baptismale à infusion (fonts baptismaux) de l'église abbatiale Sainte-Marie de Souillac, 1955, réalisé par Joël Martel[12].
- Vierge à l'Enfant, 1951, Saint-Jean-de-Monts[13].
- Les Oiseaux de mer, 1964, Saint-Jean-de-Monts.
- Perrette et le pot au lait, 1964, Challans, école maternelle du Bois du Breuil.
- Les Danseurs du bocage, La Roche-sur-Yon, avenue Gambetta[14],[15].
- La Belette modèle de 24 × 42 × 7 cm ou 25 × 44 × 8 cm, créé en 1919, exécuté en 1929 pour le fumoir de la villa Cavrois à Croix[16]. Diverses matières et finitions, dont en lakarmé rouge.
- Nu de femme, 1931[réf. nécessaire].
- Ange à la trompette, dessin d'après lequel Robert Barriot réalise un exemplaire en cuivre forgé et doré pour l'ornement d'un faîtage de la cathédrale Saint-Étienne de Metz en 1959.
- Le Coq chantant, 1927[réf. nécessaire].
- Moineau, bec ouvert, vers 1925[réf. nécessaire].
- Voiture de Course, plaque décorative en bronze ou en pierre, 14 × 44 cm, la calandre affiche le nombre 15. Le modèle a servi pour le monument dédié au pilote de course Édouard Grammont à Grenoble, tué à bord d'une Bugatti Type 35C pendant le grand prix du Dauphiné en 1930.
- Joueur de Polo[réf. nécessaire].
- Saint Christophe portant l'enfant Jésus, plusieurs variantes dont une à destination des carrossiers Hibbard & Darrin (en).
- Pigeon Mandarin, 1924[réf. nécessaire].
- Oiseau perché[réf. nécessaire].
- Miroir Polyédrique[17].
- Femme à la Rose[réf. nécessaire].
- L'Accordéoniste, 1929, terre cuite patinée[réf. nécessaire].
- Simone Séailles, profil droit, plaque 10 × 15 cm, ancien cimetière d'Antony.
- Sculpture en façade de la basilique Notre-Dame de la Trinité de Blois[18].
- Armes de la Ville de Paris, façade de la caserne des pompiers[19] au 8, rue Mesnil, Paris.
- Sculptures du hall des guichets du bâtiment du ministère des Affaires sociales et de la Santé à Paris, 1929-1930.
- Sculpture de l'école du Centre à Luçon, rue du Docteur Pabeuf[20].

### Monument
- Amiens : monument au maréchal Leclerc, 1950.
- Antony : monument au maréchal Leclerc, inauguré le 15 octobre 1950. Antony fut la première ville de France à rendre hommage à son libérateur en donnant le nom de Division-Leclerc dès avant la fin de la guerre, le 8 avril 1945, à l'une de ses rues. Érigé à l'initiative de la fédération des Œuvres d'après-guerre d'Antony et à la suite de l'approbation du conseil municipal, le monument Leclerc fit tout d'abord l'objet d'un concours d'esquisses. Les frères Jean et Joël Martel, sculpteurs connus pour leurs réalisations de monuments commémoratifs, furent choisis. Leurs créations, influencées par le cubisme et l'essor industriel des années folles, conservent la sobriété des œuvres antiques qu'ils admiraient. Pour ce monument, ils se sont inspirés d'une photographie prise à Antony le 24 août 1944. La statue, à la fois figurative et stylisée, représente le héros en position de marche placé devant un mur écran sur lequel figure l'itinéraire du militaire, de 1941 jusqu'à son entrée dans Paris[21].
- Aubigny-Les Clouzeaux : monument aux morts des Clouzeaux.
- Guise : 
  - Monument aux morts du Familistère ;
  - Monument à la Cinquième Armée, 1929, bas-relief, rue du Général-de-Gaulle[22] ;
- Mouchamps : monument au commandant Guilbaud[23],  Inscrit MH (2013).
- La Loupe, Eure-et-Loir : monument aux morts, 1922[24] ;
- Olonne-sur-Mer : monument aux morts.
- Paris, jardin Claude-Debussy : monument à Claude Debussy, 1932.
- Poitiers, université, salle du conseil de la faculté de droit : monument aux morts, 1927.
- La Roche-sur-Yon : monument aux morts.
- Soissons, place Saint-Christophe : monument à l'œuvre des sociétés coopératives de reconstruction des régions libérées et à la mémoire de Guy de Lubersac, classé au titre des monuments historiques depuis le 7 septembre 2001[25]  Classé MH (2001).
- Villejuif : façade en émaux de Briare pour une station d'essence[26].